# Смелтери
Сме́лтери (также Сме́лтеры; латыш. Smelteri) — населённый пункт в Прейльском крае Латвии. Входит в состав Саунской волости. Находится на реке Иевайсис (приток Оши). Расстояние до города Прейли составляет около 17,7 км. По данным на 2018 год, в населённом пункте проживало 157 человек.

## История
В советское время населённый пункт входил в состав Саунского сельсовета Прейльского района. В селе располагалась центральная усадьба колхоза им. Ф. Дзержинского.